# Новоолександрівка (Раївська сільська громада)
Новоолекса́ндрівка — село в Україні, у Раївській сільській громаді Синельниківського району Дніпропетровської області. Населення за переписом 2001 року становить 1 124 особи. 

## Історія
До 2017 орган місцевого самоврядування — Новоолександрівська сільська рада.
12 червня 2020 року, відповідно до розпорядження Кабінету Міністрів України № 709-р від «Про визначення адміністративних центрів та затвердження територій територіальних громад Дніпропетровської області», увійшло до складу Раївської сільської громади.
19 липня 2020 року, в результаті адміністративно-територіальної реформи та ліквідації   Синельниківського (1923—2020) району, село увійшло до складу новоутвореного Синельниківського району.

## Географія
Село Новоолександрівка знаходиться на березі річки Нижня Терса (в основному на правому березі), вище за течією на відстані 1 км розташоване село Гірки, нижче за течією на відстані 3 км розташоване село Садове. По селу протікає пересихаючий струмок з загатою. Поруч проходить залізниця, станція Івківка за 1,5 км.

## Історія
- Заснували село в 1920 році переселенці-бідняки з сіл Вячеславка, Комишанка, Чернявка, Славгородського повіту Омської губернії.

## Населення

### Мова
Розподіл населення за рідною мовою за даними перепису 2001 року:
| Мова            | Кількість | Відсоток |
| --------------- | --------- | -------- |
| українська      | 1018      | 90.57%   |
| російська       | 98        | 8.71%    |
| вірменська      | 4         | 0.36%    |
| білоруська      | 2         | 0.18%    |
| інші/не вказали | 2         | 0.18%    |
| Усього          | 1124      | 100%     |

## Економіка
- ЗАТ «Вуглеводень».
- ТОВ «Снек-Експорт».

## Об'єкти соціальної сфери
- Школа з новими вікнами.
- Дитячий садочок.
- Амбулаторія.
- Будинок культури.

## Постаті
- Горда Анатолій Анатолійович (1995—2014) — старший солдат Збройних сил України, учасник російсько-української війни.